# Fale Tkaczenki
Fale Tkaczenki – fale w cieczach w stanie nadciekłym i, ogólniej, w kondensatach Bosego-Einsteina, polegające na poprzecznych drganiach linii wirów w ośrodku.
Wirowanie obszaru nadciekłego może się odbywać jedynie przez tworzenie się w cieczy wirów kwantowych, w których cyrkulacja pola prędkości cząstek okrążających wir jest skwantowana i wynosi {\displaystyle nh/m,} gdzie {\displaystyle h} jest stałą Plancka, zaś {\displaystyle m} masą cząstki cieczy.
Gdy ciecz nadciekła wiruje jako całość to w stanie równowagi tworzy się w niej szereg wirów kwantowych o osiach równoległych i obracających się w tym samym kierunku, każdy z nich w stanie o najniższej dozwolonej cyrkulacji {\displaystyle (n=1).}
Gęstość wirów w cieczy zależy od tempa rotacji zbiornika i przykładowo dla ciekłego helu wynosi:
{\displaystyle \rho [{\mbox{wirów/cm}}^{2}]=2{,}1\times 10^{3}\omega [{\mbox{rad/s}}].}
Centralny obszar wiru, nazywany linią wiru a będący osobliwością równania kwantyzacji cyrkulacji, ma wtedy bardzo małą średnicę (dla ciekłego helu jest ona rzędu 10−10 m) i powinien pozostawać pusty lub być wypełniony cieczą w stanie innym niż nadciekły.
Wiry obracające się w tym samym kierunku odpychają się i linie wirów w obracającym się obszarze ośrodka nadciekłego rozkładają się równomiernie w płaszczyźnie prostopadłej do osi ich obrotu, tworząc regularną trójkątną sieć. Sieć taką obserwuje się także w nadprzewodnikach, ale jedynie w fazie stałej.
Sieć ta charakteryzuje się niewielką, ale nieznikającą sztywnością i podobnie jak w ciałach stałych mogą się w takiej sieci rozchodzić fale poprzeczne, nazwane falami Tkaczenki – od nazwiska fizyka, który zaproponował teoretycznie istnienie tego zjawiska.
Fale te nie zmieniają lokalnie gęstości cieczy, a jedynie powodują przesunięcia względem siebie linii poszczególnych wirów. Jednak zmniejszenie odległości w kierunku poprzecznym, wynikające z geometrii sieci, jest spowodowane zmniejszeniem odległości między osiami wirów w kierunku podłużnym. Dlatego spostrzeżenie, że kwantyzacja cyrkulacji pola prędkości wytwarza fale poprzeczne jest wnioskiem bardzo zaskakującym i zaskakującą własnością stanu nadciekłego.
Doświadczalnie istnienie fal Tkaczenki w ciekłym helu potwierdzono w roku 1980.
Materia w fazie nadciekłej może podlegać szybkiej rotacji we wnętrzu gwiazd neutronowych. Popow przypuszcza, że fale Tkaczenki wzbudzane przez trzęsienia skorupy takiej gwiazdy i rozchodzące się w jej wnętrzu mogłyby wpływać na jej ruch obrotowy. Miałoby to stanowić alternatywne wyjaśnienie zjawiska nagłych zmian prędkości rotacji pulsarów oraz ich precesji.